# Aéroport de Boukhara
L'aéroport international de Boukhara (code IATA : BHK • code OACI : UTSB) est un aéroport desservant la ville de Boukhara, la capitale de la province de Boukhara, en Ouzbékistan.

## Situation
| Andijan Boukhara Ferghana Karchi Namangan Navoï Noukous Samarcande Tachkent Termez Ourguentch Zarafshan |

## Compagnies aériennes et destinations
| Compagnies         | Destinations                                                                                        |
| ------------------ | --------------------------------------------------------------------------------------------------- |
| Utair              | Moscou-Vnoukovo                                                                                     |
| Uzbekistan Airways | Ferghana, Krasnodar-Pashkovsky, Moscou-Domodédovo, Saint-Pétersbourg-Poulkovo, Tachkent, Ourguentch |

Édité le 01/05/2018